# Chargers de San Diego
Cet article court présente un sujet plus développé dans : Chargers de Los Angeles.
Chargers de San Diego (San Diego Chargers) était le nom que portait la franchise NFL des Chargers de Los Angeles (Los Angeles Chargers) entre 1960 et 2017, avant son retour à Los Angeles.